# Droga krajowa B426 (Niemcy)
Droga krajowa 426 (niem. Bundesstraße 426) – niemiecka droga krajowa przebiegająca na osi wschód - zachód z Obernburg am Main na Bawarii  przez Höchst im Odenwald, Reinheim, Mühltal do Gernsheim w Hesji gdzie krzyżuje się z drogą B44.